# St. Marien (Bad Godesberg)

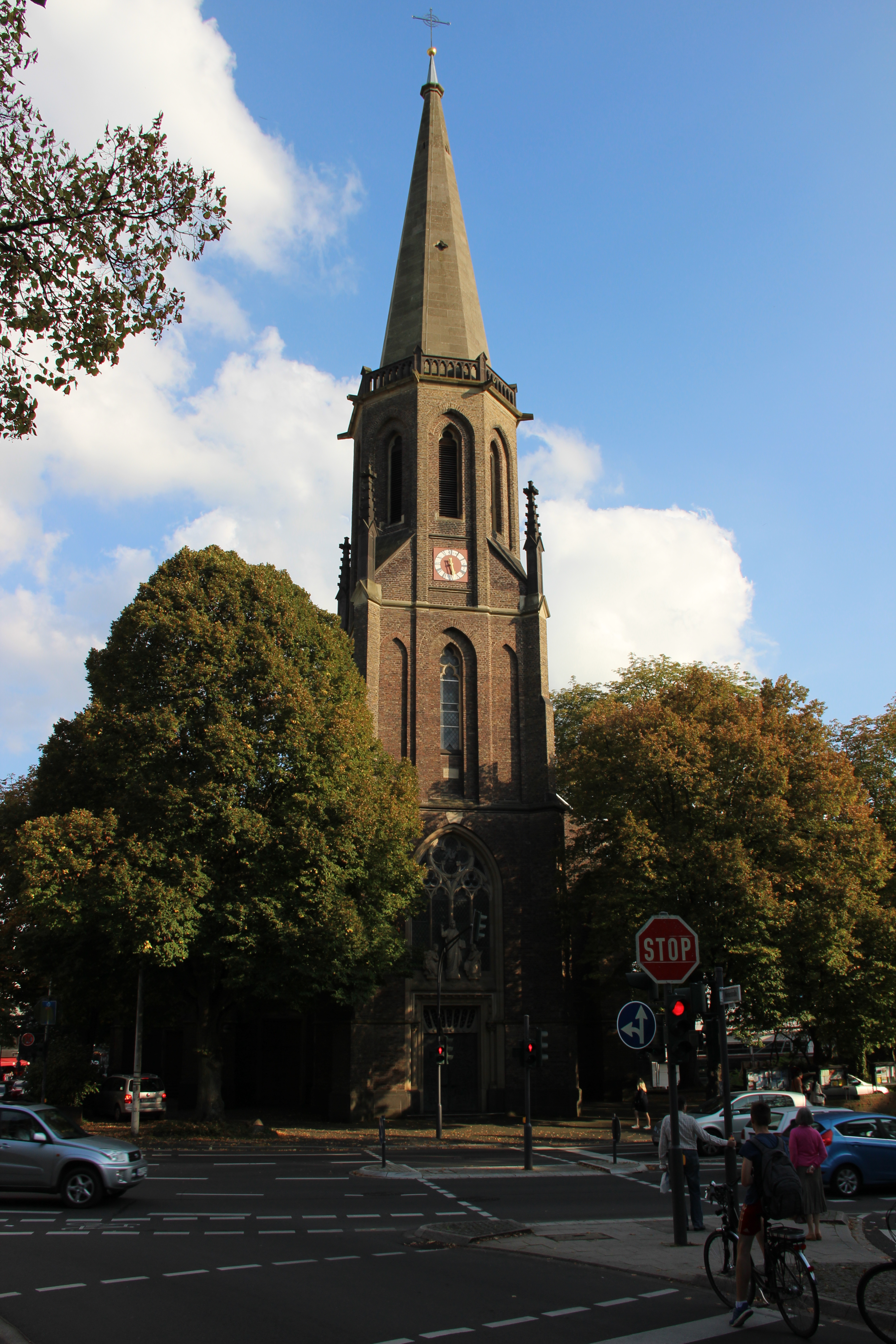
Der knapp 60 Meter hohe Westturm der Marienkirche in Bad Godesberg

Die Anfang der 1860er Jahre errichtete Kirche St. Marien in Bad Godesberg ist eine Kirche der Katholischen Kirchengemeinde St. Marien und St. Servatius. Die an der Burgstr. 43a liegende Kirche verfügt über eine gotische Pietà des ausgehenden 13. Jahrhunderts aus dem Nachlass des Künstlers Paul Kemp. Sie steht als Baudenkmal unter Denkmalschutz.

## Geschichte
Ursprünglich besuchten die Godesberger die alte Rüngsdorfer Kirche zum Gottesdienst. Anfang des 19. Jahrhunderts diente für ein Jahr die Kapelle des säkularisierten Klosters Marienforst und danach die um 1660 errichtete Michaelskapelle an der Godesburg der neugegründeten katholischen Pfarrgemeinde Godesberg als Pfarrkirche. Da der Zugang zur am Berg liegenden Kapelle mühsam war und selbige zu klein wurde, wurde im Oktober 1860 der Grundstein zu einer eigenen Godesberger Kirche gelegt. Die vom Architekten Vinzenz Statz geplante Kirche wurde 1862 fertiggestellt und 1863 geweiht; eine schlichte, dreischiffige neugotische Hallenkirche mit einem vorgesetzten, knapp 60 Meter hohen Westturm. Im Jahr 1894 kam es zur Erweiterung zu einem Kreuzschiff (Bau eines zentralisierenden Querschiffs im Ostteil, Weihung 1896) unter dem Statz-Sohn Franz. In den 1960er Jahren wurde der Innenraum der Kirche im Zuge der Erneuerung der Liturgie (Zweites Vatikanisches Konzil) umgestaltet.

## Ausstattung
Zur Ausstattung zählen neben der gotischen Pietà die Nord- und Südfenster des Querschiffs mit Darstellungen aus dem Leben der Heiligen Elisabeth und des Heiligen Hermann Joseph, das Chorfenster mit den alttestamentlichen Darstellungen der Opferung Isaaks und des Passahmahls sowie der Altar aus den 1960er Jahren, dessen Ausgestaltung an die Dornenkrone erinnern soll. Der moderne Tabernakel von Olaf Höhnen weist auf die Ursprünge des Abendmahls hin. Die ebenfalls moderne Eingangstür aus Bronze zeigt in Form eines von einer Schlange umgebenen Baumes sieben Szenen aus dem Leben von Maria und Jesus.
Orgeln
Die Kirche St. Marien verfügt über zwei Orgeln. Die Hauptorgel wurde im Jahr 1941 von der Werkstatt Johannes Klais Orgelbau in Bonn erbaut und 1991 umgebaut. Nun hat sie 40 Register (2898 Pfeifen) auf drei Manualen und Pedal.
Eine weitere kleinere Orgel wurde im Jahr 2002 eingeweiht. Herr Daniel aus Wölpinghausen baute das Instrument unter Verwendung von Zinnpfeifen der Firma Hofbauer aus Göttingen. Sie hat 14 Register auf zwei Manualen und Pedal.

## Glocken
Die Marien-Kirche in Bad Godesberg verfügt über ein vierstimmiges Geläut, das 1950 von Hans  Hüesker bei Petit & Gebr. Edelbrock in Gescher gegossen wurde, wie eine Inschrift auf jeder Glocke dokumentiert.
| Nr. | Name     | Durchmesser | Gewicht ca. | Schlagton | Inschrift                                                             |
| --- | -------- | ----------- | ----------- | --------- | --------------------------------------------------------------------- |
| 1   | Michael  | 1396 mm     | 1743 kg     | d’+7      | S T. M I C H A E L DEFENDE NOS IN PRAELIO (Verteidige uns im Kampfe.) |
| 2   | Maria    | 1228 mm     | 1185 kg     | e’+6      | GANZ SCHÖN BIST DU M A R I A ALLELUJA                                 |
| 3   | Petrus   | 1090 mm     | 0810 kg     | fis’+5    | DU BIST P E T R U S, DER FELS.                                        |
| 4   | Johannes | 0907 mm     | 0469 kg     | a’+6      | DU J O H A N N E S, WIRST EIN PROPHET DES ALLERHÖCHSTEN GENANNT.      |